# Lista de jogadores do Associazione Calcio Milan
Abaixo está uma lista de notáveis jogadores de futebol que atuaram ou atuam no AC Milan. Em geral, são atletas que jogaram em 100 ou mais partidas pelo clube. Entretanto, alguns jogadores que aturam menos vezes também foram incluídos - entre os quais, atletas da Era-Serie A, quando eram menores o número de partidas por temporada - e alguns jogadores que mesmo tendo atuado em menos de 100 jogos deram uma significativa contribuição para a História do AC Milan.

## Lista
Os jogadores estão listados de acordo com a data de suas estréias pelo clube. Foram consideradas apenas aparições e gols em partidas da equipe principal; partidas em tempo de guerra foram excluídas; estão incluídas substituições. Última atualização: 21 de agosto de 2007. Visite o melhor blog esportivo: http://diariodetransferencias.blogspot.com/ veja noticias atualizadas do esporte!
Por gentileza, não adicione simplemente aparições e/ou gols de jogadores atuais; estas estatísticas podem não ter sido atualizada durante semanas. A melhor fonte para atualizações é o website oficial do clube.
| Nome                                          | Nacionalidade | Posição             | Carreira no Milan   | Partidas | Gols |
| --------------------------------------------- | ------------- | ------------------- | ------------------- | -------- | ---- |
| Andriy Shevchenko                             | Ucrânia       | Atacante            | 1999–2006 2008-2009 | 322      | 175  |
| Antônio Cassano                               | Itália        | Atacante            | 2011–               | 0        | 0    |
| Demetrio Albertini                            | Itália        | Meio-campo          | 1988–2002           | 415      | 28   |
| Enrico Albertosi                              | Itália        | Goleiro             | 1974–1980           | 233      | 0    |
| José Altafini                                 | Brasil        | Atacante            | 1958–1965           | 248      | 161  |
| Amarildo (Amarildo Tavares da Silveira)       | Brasil        | Atacante            | 1963–1967           | 131      | 38   |
| Massimo Ambrosini*                            | Itália        | Meio-campo          | 1995–               | 293      | 21   |
| Carlo Ancelotti                               | Itália        | Meio-campo          | 1987–1992           | 160      | 11   |
| Carlo Annovazzi                               | Itália        | Meio-campo          | 1945–1953           | 292      | 55   |
| Angelo Anquilletti (Angelo Mario Anquilletti) | Itália        | Zagueiro            | 1966–1977           | 418      | 2    |
| Roberto Antonelli                             | Itália        | Zagueiro            | 1977–1982           | 143      | 32   |
| Giuseppe Antonini                             | Itália        | Meio-campo          | 1937–1949           | 288      | 24   |
| Pietro Arcari (Pietro Sante)                  | Itália        | Atacante            | 1930–1936           | 186      | 70   |
| Roberto Baggio                                | Itália        | Atacante            | 1995–1997           | 67       | 19   |
| Franco Baresi                                 | Itália        | Zagueiro            | 1977–1997           | 719      | 33   |
| Dario Barluzzi                                | Itália        | Goleiro             | 1962–1967           | 102      | 0    |
| Sergio Battistini                             | Itália        | Meio-campo          | 1979–1985           | 196      | 37   |
| Gastone Bean                                  | Itália        | Atacante            | 1956–1960           | 98       | 44   |
| Romeo Benetti                                 | Itália        | Meio-campo          | 1970–1976           | 251      | 49   |
| Eros Beraldo                                  | Itália        | Zagueiro            | 1952–1959           | 133      | 4    |
| Mario Bergamaschi                             | Itália        | Zagueiro            | 1953–1958           | 151      | 4    |
| Aldo Bet                                      | Itália        | Zagueiro            | 1974–1981           | 204      | 2    |
| Giorgio Biasiolo                              | Itália        | Meio-campo          | 1970–1977           | 215      | 17   |
| Oliver Bierhoff                               | Alemanha      | Atacante            | 1998–2001           | 119      | 44   |
| Albertino Bigon                               | Itália        | Meio-campo          | 1971–1980           | 329      | 90   |
| Zvonimir Boban                                | Croácia       | Meio-campo          | 1992–2001           | 251      | 30   |
| Aldo Boffi                                    | Itália        | Atacante            | 1936–1943           | 194      | 136  |
| Enrico Boniforti                              | Itália        | Zagueiro            | 1939–1943           | 109      | 5    |
| Giuseppe Bonizzoni                            | Itália        | Zagueiro            | 1931–1940           | 266      | 2    |
| Andrea Bonomi                                 | Itália        | Zagueiro            | 1942–1952           | 256      | 4    |
| Antonio Gino (Antonio Bortoletti)             | Itália        | Meio-campo          | 1933–1940           | 225      | 1    |
| Alfred Bosshard                               | Suíça         | Meio-campo          | 1906–1910           | 13       | 0    |
| Cristian Brocchi                              | Itália        | Meio-campo          | 2001–2008           | 130      | 6    |
| Pietro Bronzini                               | Itália        | Zagueiro            | 1919–1926           | 142      | 5    |
| Lorenzo Buffon                                | Itália        | Goleiro             | 1949–1959           | 300      | 0    |
| Ruben Buriani                                 | Itália        | Meio-campo          | 1977–1982           | 180      | 14   |
| Renzo Burini                                  | Itália        | Atacante            | 1947–1953           | 194      | 88   |
| Cafu                                          | Brasil        | Zagueiro            | 2003–2008           | 148      | 3    |
| Egidio Calloni                                | Itália        | Atacante            | 1974–1978           | 143      | 54   |
| Riccardo Carapellese                          | Itália        | Atacante            | 1946–1949           | 106      | 52   |
| Carlo Cevenini                                | Itália        | Atacante            | 1919–1927           | 92       | 36   |
| Luciano Chiarugi                              | Itália        | Atacante            | 1972–1976           | 155      | 60   |
| Fulvio Collovati                              | Itália        | Zagueiro            | 1976–1982           | 198      | 8    |
| Angelo Colombo                                | Itália        | Meio-campo          | 1987–1990           | 115      | 7    |
| Attilio Colombo                               | Itália        | Zagueiro            | 1906–1916           | 40       | 0    |
| Guerriero Colombo                             | Itália        | Atacante            | 1901–1906           | 10       | 0    |
| Luigi Compiani                                | Itália        | Goleiro             | 1927–1936           | 220      | 0    |
| Alessandro Costacurta                         | Itália        | Zagueiro            | 1986–2007           | 669      | 3    |
| Fabio Cudicini                                | Itália        | Goleiro             | 1967–1972           | 183      | 0    |
| Giancarlo Danova                              | Itália        | Atacante            | 1957–1962           | 97       | 52   |
| Mario David                                   | Itália        | Meio-campo          | 1960–1965           | 140      | 8    |
| Samuel Richard Davies                         | Inglaterra    | Meio-campo          | 1900–1902           | 5        | 1    |
| Alfredo De Franceschini                       | Itália        | Meio-campo          | 1921–1929           | 104      | 0    |
| Walter De Vecchi                              | Itália        | Meio-campo          | 1973–1981           | 112      | 11   |
| Marcel Desailly                               | França        | Zagueiro            | 1993–1998           | 186      | 7    |
| Agostino Di Bartolomei                        | Itália        | Meio-campo          | 1984–1987           | 122      | 14   |
| Dida (Nélson de Jesus Silva)                  | Brasil        | Goleiro             | 2000–               | 236      | 0    |
| Roberto Donadoni                              | Itália        | Meio-campo          | 1986–1999           | 390      | 23   |
| Stefano Eranio                                | Itália        | Meio-campo          | 1992–1997           | 140      | 12   |
| Alberigo Evani                                | Itália        | Meio-campo          | 1981–1993           | 393      | 19   |
| Mario Foglia                                  | Itália        | Meio-campo          | 1946–1951           | 127      | 0    |
| Alfio Giuseppe Fontana                        | Itália        | Meio-campo          | 1952–1960           | 170      | 7    |
| Giuliano Fortunato                            | Itália        | Atacante            | 1962–1967           | 104      | 22   |
| Amleto Frignani                               | Itália        | Atacante            | 1951–1956           | 142      | 29   |
| Carlo Galli                                   | Itália        | Atacante            | 1956–1961           | 128      | 57   |
| Filippo Galli                                 | Itália        | Zagueiro            | 1983–1997           | 325      | 4    |
| Giovanni Galli                                | Itália        | Goleiro             | 1986–1990           | 147      | 0    |
| Gennaro Ivan Gattuso                          | Itália        | Meio-campo          | 1999–               | 341      | 7    |
| Giorgio Ghezzi                                | Itália        | Goleiro             | 1959–1965           | 144      | 0    |
| Gunnar Gren                                   | Suécia        | Meio-campo          | 1949–1953           | 137      | 38   |
| Ernesto Grillo                                | Argentina     | Meio-campo          | 1957–1960           | 96       | 30   |
| Ruud Gullit                                   | Países Baixos | Atacante            | 1987–1995           | 171      | 56   |
| Thomas Helveg                                 | Dinamarca     | Zagueiro            | 1998–2003           | 147      | 2    |
| Andrea Icardi                                 | Itália        | Zagueiro            | 1980–1986           | 162      | 6    |
| Hans Walter Imhoff                            | Suíça         | Atacante            | 1907                | 6        | 5    |
| Filippo Inzaghi                               | Itália        | Atacante            | 2001–               | 189      | 92   |
| Kaká                                          | Brasil        | Meio-campo/Atacante | 2003–2009           | 193      | 60   |
| Kakha Kaladze                                 | Geórgia       | Zagueiro            | 2000–               | 217      | 13   |
| Herbert Kilpin                                | Inglaterra    | Zagueiro/Meio-campo | 1900-1907           | 27       | 7    |
| Gianluigi Lentini                             | Itália        | Atacante            | 1992–1996           | 96       | 16   |
| Leonardo (Leonardo Araújo)                    | Brasil        | Atacante            | 1997–2003           | 124      | 30   |
| Nils Liedholm                                 | Suécia        | Meio-campo          | 1949–1961           | 394      | 89   |
| Giovanni Lodetti                              | Itália        | Meio-campo          | 1961–1970           | 288      | 26   |
| Cesare Lovati                                 | Argentina     | Meio-campo          | 1910–1922           | 101      | 6    |
| Mario Magnozzi                                | Itália        | Meio-campo          | 1930–1933           | 97       | 31   |
| Saul Malatrasi                                | Itália        | Zagueiro            | 1967–1970           | 93       | 0    |
| Aldo Maldera                                  | Itália        | Zagueiro            | 1971–1982           | 310      | 39   |
| Cesare Maldini                                | Itália        | Zagueiro            | 1954–1966           | 412      | 3    |
| Paolo Maldini                                 | Itália        | Zagueiro            | 1985–2009           | 851      | 32   |
| Giuseppe Marchi                               | Itália        | Meio-campo          | 1926–1933           | 134      | 2    |
| Amos Mariani                                  | Itália        | Atacante            | 1955–1958           | 98       | 18   |
| Daniele Massaro                               | Itália        | Atacante            | 1986–1995           | 306      | 70   |
| Guido Moda                                    | Itália        | Zagueiro            | 1904-1912           | 27       | 0    |
| Bruno Mora                                    | Itália        | Atacante            | 1962–1969           | 148      | 33   |
| Ernesto Morandi                               | Itália        | Meio-campo          | 1911–1924           | 95       | 12   |
| Giovanni Moretti                              | Itália        | Atacante            | 1931–1939           | 223      | 68   |
| Giorgio Morini                                | Itália        | Meio-campo          | 1976–1980           | 107      | 7    |
| Luigi Oscar Moroni                            | Itália        | Meio-campo          | 1929–1933           | 96       | 6    |
| Alessandro Nesta                              | Itália        | Zagueiro            | 2002–               | 196      | 4    |
| Gunnar Nordahl                                | Suécia        | Atacante            | 1948–1956           | 268      | 221  |
| Walter Alfredo Novellino}                     | Itália        | Meio-campo          | 1978–1982           | 151      | 14   |
| Christian Panucci                             | Itália        | Zagueiro            | 1993–1997           | 134      | 12   |
| Pietro Pastore                                | Itália        | Atacante            | 1927–1932           | 90       | 53   |
| Guido Pedroni                                 | Itália        | Atacante            | 1904–1906           | 11       | 3    |
| Ambrogio Pelagalli                            | Itália        | Meio-campo          | 1960–1966           | 154      | 1    |
| Luigi Perversi                                | Itália        | Zagueiro            | 1925–1940           | 341      | 0    |
| Ottorino Piotti                               | Itália        | Goleiro             | 1980–1984           | 126      | 0    |
| Andrea Pirlo                                  | Itália        | Meio-campo          | 2001–               | 260      | 33   |
| Francesco Pomi                                | Itália        | Zagueiro            | 1926–1933           | 224      | 1    |
| Pierino Prati                                 | Itália        | Atacante            | 1966–1973           | 209      | 102  |
| Hector Puricelli                              | Uruguai       | Atacante            | 1945–1949           | 116      | 57   |
| Leandro Remondini                             | Itália        | Meio-campo          | 1937–1942           | 97       | 4    |
| Carlo Rigotti                                 | Itália        | Meio-campo          | 1933–1938           | 124      | 0    |
| Frank Rijkaard                                | Países Baixos | Meio-campo          | 1988–1993           | 201      | 26   |
| Gianni Rivera                                 | Itália        | Meio-campo          | 1960–1979           | 658      | 164  |
| Giuseppe Rizzi                                | Itália        | Atacante            | 1905–1913           | 48       | 19   |
| Francesco Romani                              | Itália        | Meio-campo          | 1979–1983           | 102      | 4    |
| Roberto\|Rosato}}                             | Itália        | Zagueiro            | 1966–1973           | 269      | 8    |
| Luigi Rosellini                               | Itália        | Atacante            | 1941–1946           | 97       | 21   |
| Giovanni Rossetti                             | Itália        | Goleiro             | 1941–1951           | 145      | 0    |
| Sebastiano Rossi                              | Itália        | Goleiro             | 1990–2002           | 330      | 0    |
| Manuel Rui Costa                              | Portugal      | Meio-campo          | 2001–2006           | 193      | 11   |
| Giuseppe Sabadini                             | Itália        | Zagueiro            | 1971–1978           | 244      | 17   |
| Marco Sala                                    | Itália        | Zagueiro            | 1909–1920           | 88       | 3    |
| Giuseppe Santagostino                         | Itália        | Atacante            | 1921–1932           | 236      | 106  |
| Nello Santin                                  | Itália        | Zagueiro            | 1963–1970           | 104      | 0    |
| Dejan Savićević                               | Montenegro    | Meio-campo          | 1992–1998           | 144      | 34   |
| Alessandro Scarioni                           | Itália        | Meio-campo          | 1909–1921           | 119      | 2    |
| Juan Alberto Schiaffino                       | Uruguai       | Meio-campo          | 1954–1960           | 171      | 60   |
| Alessandro Schienoni                          | Itália        | Zagueiro            | 1924–1933           | 211      | 0    |
| Karl-Heinz Schnellinger                       | Alemanha      | Zagueiro            | 1965–1974           | 334      | 3    |
| Clarence Seedorf                              | Países Baixos | Meio-campo          | 2002–               | 242      | 33   |
| Serginho (Sergio Claudio dos Santos)          | Brasil        | Zagueiro/Meio-campo | 1999–2008           | 267      | 24   |
| Andriy Shevchenko                             | Ucrânia       | Atacante            | 1999–2009           | 298      | 173  |
| Arturo Silvestri                              | Itália        | Zagueiro            | 1950–1955           | 163      | 7    |
| Dario Šimić                                   | Croácia       | Zagueiro            | 2002–2009           | 122      | 1    |
| Marco Simone                                  | Itália        | Atacante            | 1989–2002           | 260      | 75   |
| Francesco Soldera                             | Itália        | Meio-campo          | 1914–1924           | 108      | 9    |
| Angelo Benedicto Sormani                      | Brasil        | Atacante            | 1965–1970           | 180      | 67   |
| Hans Henrich Suter                            | Suíça         | Zagueiro            | 1901–1905           | 9        | 0    |
| Mariano Tansini                               | Itália        | Atacante            | 1927–1934           | 97       | 21   |
| Mauro Tassotti                                | Itália        | Zagueiro            | 1980–1997           | 583      | 10   |
| Omero Tognon                                  | Itália        | Meio-campo          | 1945–1956           | 342      | 2    |
| Jon Dahl Tomasson                             | Dinamarca     | Atacante            | 2002–2005           | 114      | 34   |
| Giovanni Toppan                               | Itália        | Meio-campo          | 1940–1949           | 148      | 1    |
| Giuseppe Torriani                             | Itália        | Atacante            | 1927–1935           | 206      | 34   |
| Giovanni Trapattoni                           | Itália        | Meio-campo          | 1960–1971           | 351      | 6    |
| Mario Trebbi                                  | Itália        | Zagueiro            | 1959–1966           | 167      | 1    |
| Alessandro Trerè                              | Itália        | Atacante            | 1905–1907           | 11       | 7    |
| Maurizio Turone                               | Itália        | Zagueiro            | 1972–1978           | 191      | 2    |
| Marco Van Basten                              | Países Baixos | Atacante            | 1987–1993           | 201      | 124  |
| Louis Van Hege                                | Bélgica       | Atacante            | 1910–1915           | 88       | 97   |
| Vinicio Verza                                 | Itália        | Meio-campo          | 1982–1985           | 106      | 17   |
| Pietro Paolo Virdis                           | Itália        | Atacante            | 1984–1989           | 186      | 76   |
| George Weah                                   | Libéria       | Atacante            | 1995–2000           | 147      | 58   |
| Ernst Widmer                                  | Suíça         | Zagueiro            | 1906–1907           | 11       | 3    |
| Raymond Colin Wilkins                         | Inglaterra    | Meio-campo          | 1984–1987           | 105      | 3    |
| Francesco Zagatti                             | Itália        | Zagueiro            | 1952–1963           | 252      | 2    |
| Giulio Zignoli                                | Itália        | Zagueiro            | 1970–1976           | 110      | 1    |
| Mario Zorzan                                  | Itália        | Goleiro             | 1935–1942           | 176      | 0    |